# Maria Cunitz

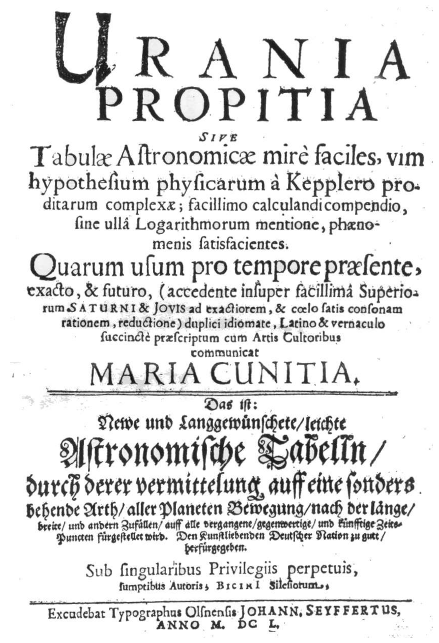
Titelpagina van Urania propitia door Maria Cunitz (1650)

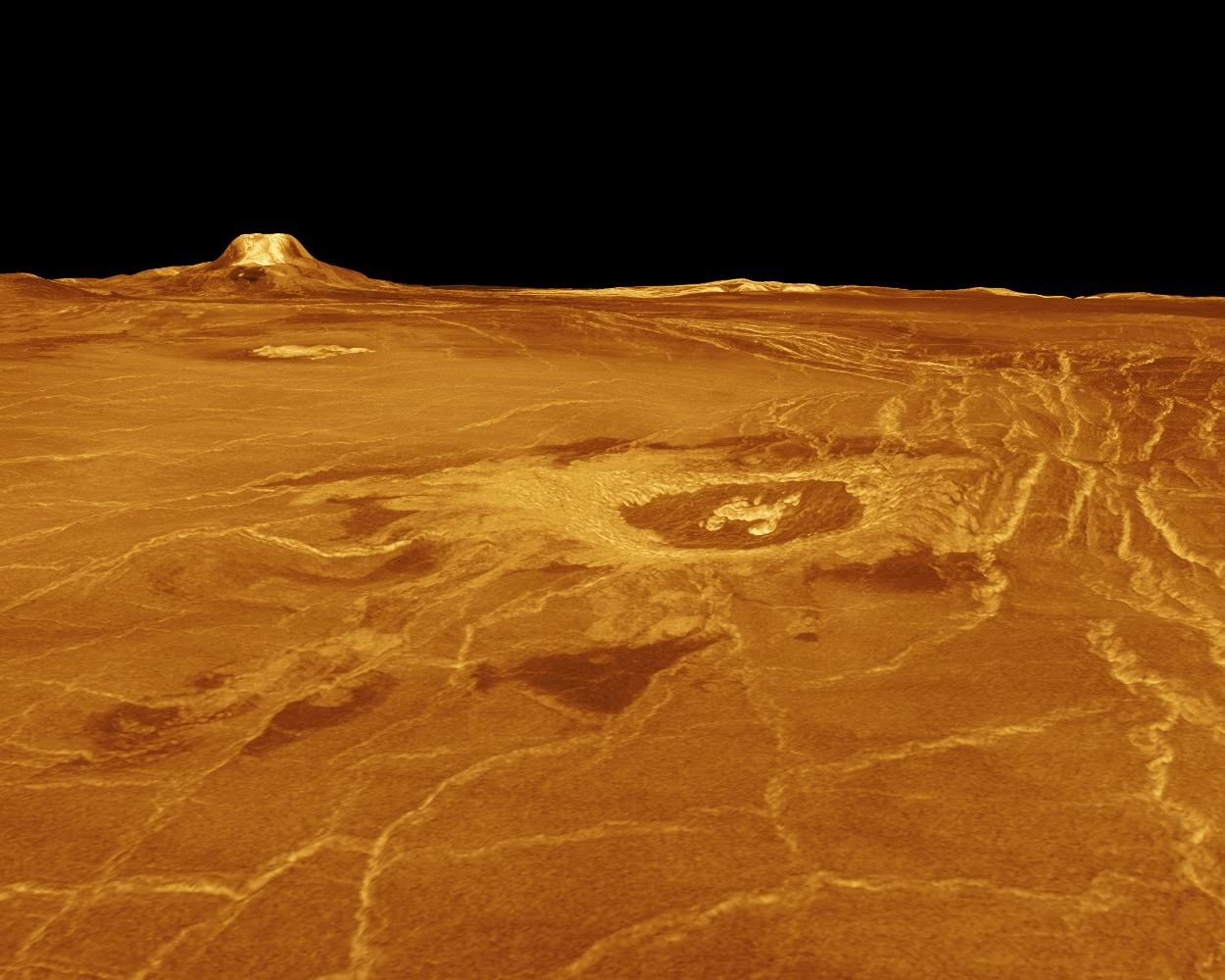
Radarbeeld van de Eistla Regio met de krater Cunitz op Venus

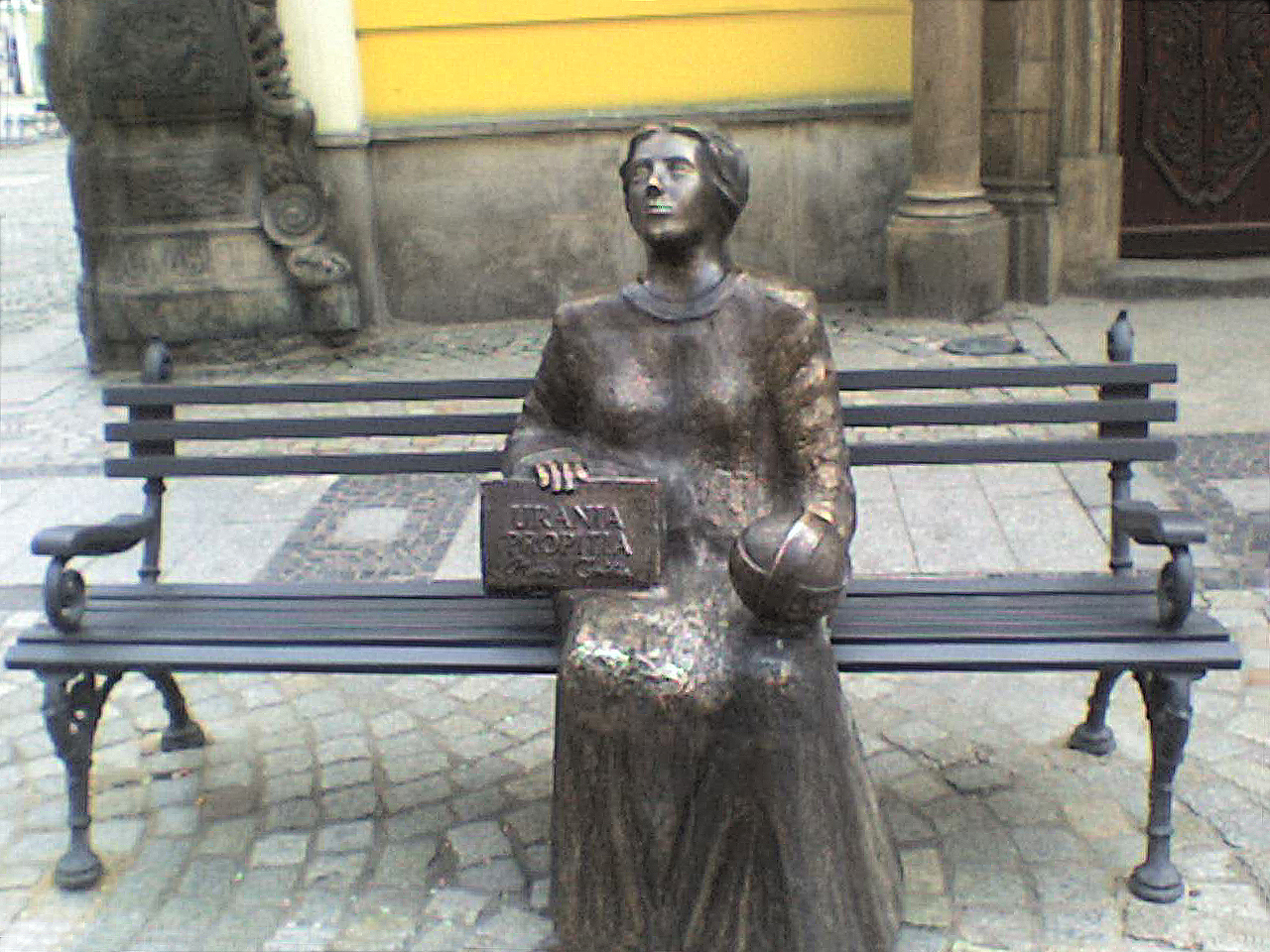
Standbeeld van Maria Cunitz in Świdnica, Polen.

Maria Cunitz of Maria Cunitia (ook Cunicia, Cunitzin, Kunic, Cunitiae, Kunicia, Kunicka, Wołów, Silezië, 1610 – Byczyna, Silezië, 22 augustus, 1664) was een Duits-Pools astronoom en destijds een van de weinige vrouwen in haar vakgebied. Zij schreef het boek Urania propitia, met nieuwe sterrenkundige tabellen, nieuwe efemeriden en een betere oplossing van Keplers probleem. De Cunitzkrater op Venus en de planetoïde 12624 Mariacunitia zijn naar haar vernoemd.

## Levensloop
Maria Cunitz werd in 1610 geboren in Wohlau (nu Wołów, Polen) als de oudste dochter van Heinrich Cunitz, een Baltisch-Duitse dokter en landeigenaar uit Schweidnitz, en Maria Scholtz, een dochter van de Duitse onderzoeker Anton von Scholtz uit Liegnitz. Anton von Scholtz (1560–1622) was wiskundige en adviseur van Hertog Joachim Friedrich von Liegnitz-Brieg. De familie verhuisde naar Schweidnitz in Lager Silezië (hedendaags Świdnica, Polen). Cunitz trouwde op jonge leeftijd in 1623 met de advocaat David von Gerstmann. Hij stond blijkbaar welwillend tegenover haar kennisdrang, zodat ze haar Frans kon verbeteren en naast het luitspel Grieks kon leren. Na zijn dood in 1626 keerde ze terug naar het ouderlijk huis en hertrouwde in 1630 met de arts en wis- en sterrenkundige Elias von Löwen (ook Elias Kretzschmeyer, 1602 - 1661), die ook uit Silezië kwam. Hij zou haar inwijden in de sterrenkunde. Samen kregen zij drie zonen: Elias Theodor, Anton Heinrich en Franz Ludwig.
Cunitz' belangrijkste werk Urania propitia werd geschreven op het landgoed van het klooster van de cisterciënzers in Łubnice, onder Ołobok in de buurt van Kalisz, Polen. Zij was daar met haar man naartoe gevlucht bij het uitbreken van de Dertigjarige Oorlog. Zij waren namelijk protestants en kozen er – in tegenstelling tot haar in Silezië achtergebleven broers en zussen – niet voor om zich te bekeren tot het rooms-katholicisme. Na hun terugkeer naar Silezië gaven ze Cunitz’ boek op eigen kosten in 1650 uit. Het werk werd opgedragen aan keizer Ferdinand III.
In 1655 gingen de wetenschappelijke verhandelingen van Cunitz alsmede de instrumenten en chemicaliën waar zij vele soorten medicijnen mee maakten, verloren bij de catastrofale brand van Pitschen. Hierdoor raakten Cunitz en haar gezin een deel van hun inkomen kwijt. Cunitz werd in 1661 weduwe en stierf in 1664 in Pitzen.
Het is niet zeker in welk jaar Cunitz geboren werd, omdat documenten zoals een geboorteakte en doopbewijs ontbreken. De eerste grote Duitstalige publicatie over Maria Cunitz (1798) speculeerde hierover. Paul Knötel schijnt de eerste te zijn die aangeeft dat 1604 Cunitz’ geboortejaar is. Dit klinkt aannemelijk gezien het feit dat Cunitz’ ouders één jaar eerder trouwden. Latere publicaties hebben 1604 aangehouden als Cunitz’ geboortejaar. Maar de bewering dat Cunitz in feite in 1610 geboren werd, wordt gestaafd door een album met felicitatiegedichten, dat zij op haar eerste bruiloft ontving. Een brief van Elias von Löwen ("Elias A Leonibus") aan Johannes Hevelius uit 1651, in augustus 2013 gevonden door Dr. Ingrid Guentherodt, levert verder bewijs dat 1610 het werkelijke geboortejaar van Cunitz was.

## Prestaties
Door de publicatie van haar boek Urania propitia (Olse, Silezië, 1650) verwierf Cunitz een reputatie binnen Europa. Ze werd uitgeroepen tot geleerdste vrouw in de sterrenkunde sinds Hypatia uit Alexandrië. Het was destijds bijzonder dat een dergelijke technische publicatie in zowel het Latijn als het Duits verscheen, en zo toegankelijk was voor een breed publiek. Urania propitia was een vereenvoudigde versie van de Tabulae Rudolphinae (Rudolfijnse tafels), een stercatalogus met tabellen voor de positie van de planeten van Johannes Kepler. Het bood nieuwe sterrenkundige tabellen, nieuwe efemeriden en een betere oplossing voor Keplers probleem, waarmee de positie van een planeet in zijn omloopbaan als een functie van de tijd berekend kan worden. Vandaag de dag wordt haar boek ook geprezen als bijdrage aan de ontwikkeling van de Duitse wetenschappelijke taal.
Cunitz werd de "Silezische Pallas" genoemd vanwege haar vele talenten en prestaties. Johann Caspar Eberti schreef in zijn boek Schlesiens Hoch- und Wohlgelehrtes Frauenzimmer, nebst unterschiedenen Poetinnen... uit 1727 dat:
(Maria) Cunicia of Cunitzin was de dochter van de beroemde Henricus Cunitius. Zij was een hoogopgeleide vrouw, een koningin onder de Silezische vrouwen. Zij kon communiceren in zeven talen, [namelijk in het] Duits, Italiaans, Frans, Pools, Latijns, Grieks en Hebreeuws, was een geoefend musicus en een getalenteerd schilder. Zij was een toegewijde astroloog en genoot met name van astronomische vraagstukken.'

## Nationaliteit
Cunitz wordt meestal voorgesteld als Silezisch, bijvoorbeeld in de Encyclopædia Britannica Eleventh Edition uit 1911. Zij leefde het merendeel van haar leven in het Heilige Roomse Rijk, waartoe ook niet-Duitse minderheden behoorden die geregeerd werden door de Oostenrijkse Habsburgse monarchie. Het deel van Silezië waar Cunitz woonde behoorde tot Bohemen voor 990, tot het Verenigd Poolse Rijk tussen 990 en 1202, en opnieuw tot Bohemen tussen 1038 en 1050. In 1202 werd het Poolse Hertogdom ontbonden en werden alle Poolse hertogdommen, waaronder Silezië, zelfstandig, hoewel vier Silezische hertogen uit de 13de eeuw bleven regeren over het Hertogdom Krakau en de titel Hertog van Polen behielden. In 1331 werd de regio opnieuw deel van Bohemen. In 1742 werd het Pruissisch en in 1871 kwam het bij het Groot-Germaanse Rijk. Na de Tweede Wereldoorlog, drie eeuwen na Cunitz’ dood, werd de regio opnieuw toegekend aan Polen.
Tijdens Maria's leven was nationaliteit minder belangrijk voor de identiteit dan nu. Desondanks voelden latere bronnen de noodzaak Cunitz een bepaalde nationaliteit toe te kennen, relevant voor hun eigen tijd. Zij werd veelal omschreven als Duits, bijvoorbeeld in de Bibliographical Dictionary of Women in Science. Zij publiceerde tevens in de Duitse taal. Cunitz werd ook wel omschreven als Pools, en sommigen zagen haar als de eerste Poolse vrouwelijke astronoom.
Cunitz sprak niet alleen Duits en Pools, maar ook Frans, Grieks, Italiaans, Latijn en Hebreeuws.